# Inertie cognitive
L'inertie cognitive se réfère à la tendance pour des croyances ou des ensembles de croyances à ne pas changer une fois formés. 
Plus particulièrement, l'inertie cognitive décrit la tendance de l'être humain à compter sur des hypothèses familières et à présenter une réticence et/ou une impossibilité à réviser ces hypothèses, ce même lorsque les éléments qui les soutiennent n'existent plus ou lorsque d'autres éléments questionnent leur exactitude. Le terme est employé dans les sciences de la gestion et de l'organisation pour décrire le phénomène couramment observé où les gestionnaires ne parviennent pas à mettre à jour et à réviser leur compréhension d'une situation lorsque cette situation change, c'est un phénomène qui agit comme une barrière psychologique au changement organisationnel.      
La notion d'inertie cognitive est liée à des idées similaires dans les domaines de la psychologie sociale et de la théorie de la décision comportementale, dont la dissonance cognitive, la  persévérance des croyances, le biais de confirmation, et l'escalade de l'engagement.
L’inoculation psychologique utilise des mécanismes favorisant l’inertie cognitive.
Un exemple d'inertie cognitive concerne les gestionnaires de la société Polaroid, dont la croyance que la société ne pouvait pas gagner d'argent sur les appareils, mais uniquement sur les consommables (Freebie marketing), les a conduit à négliger la croissance des technologies d'imagerie numérique; parce que la nouvelle tendance a été dénigrée par le «modèle mental» de l'entreprise, la société n'a pas réussi à s'adapter efficacement aux changements du marché.
L'inertie cognitive ne donne pas toujours lieu à des résultats négatifs. Elle est une composante clé de l'amour, la confiance et l'amitié. Par exemple, si preuve était faite qu'un ami avait été malhonnête, l'inertie cognitive de l'amitié exigerait beaucoup plus de preuves pour former une nouvelle opinion que si c'était un étranger. De ce point de vue, l'inertie cognitive fournit un niveau supplémentaire de confiance dans une relation.